# Jernbanebroen over Limfjorden
 "Jernbanebroen" omdirigeres hertil. For broen i Riga, se Jernbanebroen (Riga).
Jernbanebroen over Limfjorden har siden 2003 været det officielle navn for jernbanebroen mellem Aalborg og Nørresundby, der ofte blot kaldes Jernbanebroen.Tidligere hed den Limfjordsbroen ligesom vejbroen af samme navn. Broen forbinder Vendsysselbanen med Randers-Aalborg Jernbane, er enkeltsporet og har en højest tilladt hastighed på 60 km/t.
Broen er 403 meter lang og har en bredde på 5,7 meter. Gennemsejlingsbredden er 29 meter. Det er en klapbro med en kontravægt på 400 tons. Broen åbnes 4.000 gange årligt, og der foretages 10.000 gennemsejlinger årligt. Indtil 1. januar 1997 tilhørte broen DSB, hvor DSB blev opsplittet i DSB og Banestyrelsen, i dag Banedanmark.

## Historie

### Første bro
I de første syv år efter Vendsysselbanens indvielse i 1871 var der færgedrift. I oktober 1873 blev der skrevet kontrakt med det franske Compagnie de Fives-Lille, og i juni 1874 begyndte arbejdet på den første bro med de syv piller, der skulle bære broen. Byggeriet blev afsluttet i 1878, og broen blev indviet 16. august 1879. Brobyggeriet var vanskeligt på grund af over 30 meter dybt mudder på fjordbunden, og byggeriet kostede 14 mennesker livet. Broen var en svingbro. Det var det hidtil største ingeniørarbejde i Danmark,[kilde mangler] og broanlægget kostede 2.729.353 kr.
I 1904 blev den ombygget til betjening med elektricitet.
Fra 1928 blev der ført statistik over gennemsejlinger; i 1930 var tallet på 17.131 skibe.

### Nuværende bro
Den første jernbanebro blev afløst af den nuværende jernbanebro, anlagt fra 1935 til 1938. Denne bro var opført i Frederikssund til den Sjællandske Midtbane i 1928, som blev nedlagt allerede i 1936. Broen blev flyttet til Aalborg, placeret på nye bropiller 30 meter øst for den gamle og delvist opbygget af den nedlagte bro, hvis bropiller nu fungerer som isbrydere. Civilingeniør Svend Rønnow, som også har konstrueret Aalborgtårnet, stod for genopførelsen af broen i Aalborg.[kilde mangler]
Den nye Jernbanebro blev taget i brug lørdag den 23. april 1938. Broens længde er 403 meter, den fri højde fra daglig vande til broen er ved broen på Aalborg-siden 4,4 m og på Nørresundby-siden 3,3 m og gennemsejlingens bredde er 30 m. Broen bliver betjent af en brofoged og to brobetjente samt en brovagt. Reglerne for sejlads gennem broen fastsættes af Søfartsstyrelsen efter samråd med Forsvarsministeriet.
Under 2. verdenskrig var jernbanebroen central for den tyske besættelsesmagt. Lufthavnen i Aalborg blev brugt som brohoved for angrebet på Norge den 9. april. Luftwaffe nedkastede en deling faldskærmssoldater på Aalborg Lufthavn og to faldskærmssoldater var nok til at besætte jernbanebroen. Under krigen var der vagt ved broen, og der blev bygget kanon/lystårne ved begge ender af broen. I dag benytter jægersoldater som et led i deres uddannelse at springe i vandet fra broen. 
Aalborg Privatbaner stoppede kørslen over broen 1. april 1969.
I dag ligger antallet af gennemsejlinger på ca. 10.000 pr. år.

### Påsejlinger
Jernbanebroen har gennem årene været påsejlet flere gange. De mest alvorlige er følgende:
1955
Broen blev påsejlet 20. februar 1955, hvor toggangen var aflyst i tre uger.
1956
Den 28. september 1956 skete der en mere alvorlig påsejling med skibet M/S Astrality. De to sydligste brofag faldt i fjorden, hvorved næsten 100 meter af broen var væk. De blev først sat på plads i juni 1957. Efter tre uger var der dog etableret en nødbro, men godstrafikken til/fra Vendsyssel blev sendt via Fjerritslev (FFJ og TFJ) og Thybanen indtil 1957.
2012
28. marts 2012 kl. 22.26 blev broen påsejlet fra vest af det finske containerskib Ramona. Skaderne på broklap og sporanlæg vurderedes indledningsvis at tage ½ år at reparere. Den 300 tons store broklap havde forskubbet sig op til en meter og kunne ikke slås op og ned. Selve broen var slået skæv. Ulykken skyldes formentlig en fejl i kommunikationen mellem brovagten og kaptajnen. Efter ulykken sejlede kaptajnen sit skib direkte i havn. Et tog havde passeret broen 1-2 minutter før kollisionen og ankom til Lindholm Station på tidspunktet for påsejlingen.
Efter mere end et års reparationer, kunne broklappen endeligt løftes på plads den 16. april 2013.  Derefter fulgte knap 14 dage med forskellige test af funktioner og sikkerhedssystemer, inden broen blev genåbnet den 29. april 2013. Kl. 4:44 kørte det første regulære tog over broen igen. Reparationen af broen blev sat kraftigt tilbage, bl.a. fordi svejsningerne, udført i Polen, var så dårlige at de skulle svejses om.
2016
23. juni 2016 ca. kl. 16:00 påsejlede en pram med betonblokke til kollisionssikring af Sallingsundbroen en afstandspille/beskyttelsespille øst for broen. Beskyttelse af bropillen og bropillen blev beskadiget, og det blev vurderet, at bropillen havde rykket sig. Broklappen, der var åben for prammens passage, kunne anvendes med forsigtighed, og tog kunne stadig passere broen.

## Kulturbro
I 2017 åbnede Kulturbro-Aalborg, en kombineret gang- og cykelbro som er bygget på vestsiden af jernbanebroen. Foreningen Kulturbro-Aalborg havde arbejdet på at få Kulturbroen etableret siden 2006. Kulturbro-løsningen blev valgt, fordi Jernbanebroens bæreevne ikke tillader en sti, der er bred nok til at være officiel gang- og cykelsti. I marts 2009 afleverede foreningen et 463 sider samlet projekt til Aalborg Kommunes godkendelse og etablering af en sådan kulturbro.[kilde mangler] Etableringen af kulturbroen blev udsat flere gange, bl.a. på grund af påsejlinger, men projektet blev åbnet 4. marts 2017.

## Fodnoter
1. ↑  "Nu hedder den Jernbanebroen over Limfjorden". nordjyske.dk. 25. september 2003. Arkiveret fra originalen 17. april 2021. Hentet 28. maj 2017.
2. ↑  Dansk søulykke-statistik 1956, Ministeriet for handel, industri og søfart, 1957 (se side 35, ulykke nr. 184, M/S Astrality)
3. ↑  Limfjordsbroen alvorligt beskadiget efter påsejling, Banedanmark, 29. marts 2012
4. ↑  Omfattende skader på bro efter sammenstød, dr.dk (hentet 29. marts 2012)
5. ↑  Tog var et minut fra at styrte i vandet Arkiveret 31. marts 2012 hos  Wayback Machine, TV2, 29. marts 2012
6. ↑  Ingeniøren 16. april. 2013 Sådan kom jernbanebroen over Limfjorden på plads Hentet 16. april 2013.
7. ↑  dr.dk/Nyheder, 29.april 2013: Toget kører igen over Limfjorden Hentet 29. april 2013
8. ↑  Ingeniøren 16. nov. 2012 Elendige svejsninger på Limfjords-bro udskyder åbning på ubestemt tid Hentet 16. april 2013.
9. ↑  "Efter 11 års kamp er Kulturbroen klar til indvielse". TV2 Nord. 2. marts 2017. Arkiveret fra originalen 2. marts 2017. Hentet 3. marts 2017.